# Витај
Витај је играчка којом су се некада играла деца из Црне Горе, а служила је искључиво за играње ускршњим јајима. Витај чине два дрвена стубића од којих је један укопан у земљу, а други је за њега лабаво прикуцан ексером, тако да је постављен косо наниже. На другом стубићу је окачен конац који виси. Када игра почне, деца поређају јаја около на ободу круга који описује витај. Конац се накваси и свако дете заврти витај. Уколико се конац заустави тако да се залепи за јаје, дете које је завртело витај ће то јаје и узети. Уколико се конац заустави на празном месту, остаће без јајета. Наравно, деца су се играла витајем само за Ускрс.